# Transilien Paris Saint-Lazare
Transilien Paris Saint-Lazare sono i servizi Transilien della SNCF con partenza dalla Gare de Paris Saint-Lazare. Si tratta di un servizio ferroviario regionale nell'Île-de-France. Il servizio è a sua volta diviso in linea L e linea J

## Transilien J[1]
Collega Parigi a:
- Ermont-Eaubonne
- Mantes la Jolie via Poissy e via Conflans Sainte-Honorine
- Gisors

## Transilien L[2]
Collega Parigi a:
- Versailles Rive Droite
- Saint-Nom la Bretèche
- Saint Germain en Laye – Grande Ceinture / Noisy le Roi
- Nanterre Université / Cergy le Haut